# (3347) Konstantin
(3347) Konstantin – planetoida z pasa głównego asteroid okrążająca Słońce w ciągu 5 lat i 197 dni w średniej odległości 3,13 j.a. Została odkryta 2 listopada 1975 roku w Krymskim Obserwatorium Astrofizycznym w Naucznym na Krymie przez Tamarę Smirnową. Nazwa planetoidy pochodzi od Konstantina Aleksiejewicza Kalinina (1889-1938), rosyjskiego pilota. Przed jej nadaniem planetoida nosiła oznaczenie tymczasowe (3347) 1975 VN1.